# Желєзнодорожний (Нижньогородська область)
Желєзнодорожний (рос. Железнодорожный) — селище в Борському міському окрузі Нижньогородської області Російської Федерації.
Населення становить 2332 особи. Входить до складу муніципального утворення Міський округ місто Бор.

## Історія
Від 2010 року входить до складу муніципального утворення Міський округ місто Бор.

## Населення
| 2002 | 2010  |
| ---- | ----- |
| 2685 | ↘2332 |